# Port Austin
Port Austin is een plaats (village) in de Amerikaanse staat Michigan, en valt bestuurlijk gezien onder Huron County.

## Demografie
Bij de volkstelling in 2000 werd het aantal inwoners vastgesteld op 737.
In 2006 is het aantal inwoners door het United States Census Bureau geschat op 680, een daling van 57 (-7,7%).

## Geografie
Volgens het United States Census Bureau beslaat de plaats een oppervlakte van
2,6 km², geheel bestaande uit land.

## Geboren
- Napoleon Chagnon (1938), antropoloog

## Plaatsen in de nabije omgeving
De onderstaande figuur toont nabijgelegen plaatsen in een straal van 32 km rond Port Austin.